# Расторопный (эсминец, 1988)
«Расторопный» — 12-й эскадренный миноносец проекта 956 «Сарыч» (код НАТО — «Sovremenny class destroyer»).

## История строительства
Заложен на заводе № 190 им. А. А. Жданова 15 августа 1986 года (строительный № 872), спущен 4 июня 1988 года. Крёстная мать корабля — Инна Радченко. «Расторопный» прошёл швартовные испытания с 9 по 16 сентября 1989 года, заводские ходовые испытания с 22 ноября по 25 декабря 1989 года, государственные испытания с 25 декабря 1989 года по 10 февраля 1990 года, принят флотом 28 февраля; 23 февраля на корабле был поднят советский военно-морской флаг, 7 июля 1990 года эсминец вступил в состав Советского Военно-Морского Флота. На период строительства был включён в состав 13 бригады строящихся и ремонтирующихся кораблей (13 брстремк) Ленинградской военно-морской базы, на период испытаний включён в состав 76-й бригады ракетных кораблей 12-й дивизии ракетных кораблей с базированием на военно-морскую базу Лиепая.

## Служба
С 1990 года корабль нёс боевую службу в составе 56-й брэм 7-й опэск Северного флота. В течение 5-9 июля 1990 года «Расторопный» осуществил переход из Балтийска в Североморск. За первый год службы эсминец прошёл 5912 морских миль, проведя в море 42 суток.
7 мая 1991 года «Расторопный» участвовал во флотском учении по оказанию помощи аварийной подводной лодке под флагом вице-адмирала И. В. Касатонова (действия экипажа корабля оценены на «отлично»). В период с 26 по 31 августа 1991 года совместно с эсминцем «Гремящий» участвовал в акции «Дервиш», посвящённой 50-летию первого северного конвоя. За год прошёл 8919 морских миль за 51 ходовые сутки.
25 марта 1992 года в составе ПУГ производил слежение за американской ПЛ, вытесняя её из территориальных вод России. 1 июля выступал в роли корабля-хозяина во время визита в Североморск американских кораблей «Йорктаун» и «О’Бэннон». За 1992 год эсминец прошёл 3846 морских миль за 38 ходовых суток. 
С 3 по 7 августа 1993 года «Расторопный» участвовал в учениях ПВО «Север-93» в роли корабля радиолокационного дозора (действия экипажа оценены на «отлично»). С 1 по 3 сентября — на учениях по огневой поддержке десанта. 25 сентября корабль вышел на боевую службу. С 11 по 15 октября совместно с танкером «Днестр» и БПК Левченко находился с визитом в Тулоне (Франция) под флагом вице-адмирала В. А. Порошина. За время похода эсминец прошёл 6459 морских миль. По итогам 1993 года получил Приз Главнокомандующего за артиллерийскую стрельбу. За год корабль прошёл 12 397 морских миль за 65 ходовых суток.
В апреле-мае 1994 года на корабле шла подготовка к боевой службе и визиту в Голландию, но боевая служба затем была отменена. 20 июля 1994 года во время визита в Североморск французских кораблей исполнял обязанности корабля-хозяина. 12 октября в составе КУГ «Расторопный» участвовал в ракетных и артиллерийских стрельбах на Приз Главнокомандующего ВМФ. За год эсминец прошёл за 31 сутки 2251 морскую милю.
4 апреля 1995 года совместно с эсминцем «Бесстрашным» выполнил зенитную ракетную стрельбу на оценку «хорошо». С 17 мая по 14 сентября прошёл плановый ремонт и докование на СРЗ-35 в Росте. В 1995 году провёл в море 19 суток, пройдя за них 1315,5 морских миль. С 8 февраля по 22 апреля 1996 года на СРЗ-35 бы проведён ремонт корабельных котлов. 14 июля 1996 года «Расторопный» участвовал в контрольной проверке Северного флота по выходу в море с артстрельбой, получил оценку «хорошо». 20 августа провёл артстрельбу на военно-морских учениях (оценка «хорошо»), другие задачи не были выполнены из-за плохого технического состояния котлотурбинной энергетической установки. В 1996 году корабль находился в море 21 сутки, пройдя при этом 814,7 морских миль. Позднее кораблю был запрещён выход в море.
«Расторопный» участвовал 16 апреля 1997 года в командно-штабных учениях Северного флота без выхода в море. Действия экипажа корабля получили оценку «хорошо». 31 декабря 1997 года эскадренный миноносец был переведён в резерв 2 категории; 18 января следующего года с «Расторопного» был выгружен боезапас.
В октябре 2000 года корабль совершил межфлотский переход из главной базы СФ Североморска в Санкт-Петербург для прохождения среднего ремонта  и  модернизации. Из-за отсутствия  финансирования с 2000 года корабль находится в отстое на территории ОАО «Судостроительный завод Северная Верфь».
По состоянию на 16 сентября 2014 года эсминец «Расторопный» покинул акваторию ОАО СЗ «Северная Верфь» и под буксирами переведён в Кронштадт. 22 июня 2015 года появилось сообщение о том, что эсминец «Расторопный» будет утилизирован, а 9 сентября того же года — уже о начале утилизации корабля. В апреле 2016 года официально объявлен утилизационный тендер от Минобороны РФ.

## Командиры
Командиры  кораблей  назначаются  приказом  ГК  ВМФ (после получения допуска к самостоятельному управлению кораблём данного проекта) с вручением «командирского значка» и «личной книжки командира корабля».
- С 24 марта 1989 года — капитан 2-го ранга Тимошенко, Вячеслав Алексеевич[1];
- С 29 декабря 1992 года — капитан 2-го ранга Нашутинский, Борис Николаевич[1];
- С 2 декабря 1994 года — капитан 3-го ранга Касатонов Владимир Львович[1];
- С 22 октября 1997 года — капитан 2-го ранга Лахин Сергей Андреевич[1];
- С марта 1999 года — капитан 1-го ранга Сторожев Олег Петрович[1];
- С января 2000 года — капитан 1-го ранга Бурлаков Андрей Дмитриевич[1];
- С 2010 года — капитан 2-го ранга Кренов Сергей Александрович[1];
- 2011 года — капитан 2-го ранга Веренич Вадим Владимирович[1];.

## Экипаж
В ходе службы корабля правительственными наградами были отмечены 13 человек из состава его экипажа.

## Бортовые номера
В ходе службы эсминец сменил ряд следующих бортовых номеров:
- 1989 год — № 447;
- 1990 год — № 673 и № 633;
- 1992 год — № 400;
- 1994 год — № 420.